# Live (Sunny Day Real Estate)
Live è il primo album live della emo band statunitense Sunny Day Real Estate.

## Tracce
1. Pillars – 5:01
2. Guitar and Video Games – 4:18
3. The Blankets Were the Stairs – 5:48
4. 100 million – 5:37
5. Every Shining Time You Arrive – 4:31
6. Song About an Angel – 6:21
7. The Prophet – 6:02
8. J'Nuh – 5:48
9. Rodeo Jones – 5:08
10. In Circles – 5:00
11. Days Were Golden – 8:42

## Grafica
La copertina rappresenta l'entrata del teatro in cui si è tenuto il concerto.